# محطة بيلويارسك للطاقة النووية
محطة بيلويارسك للطاقة النووية أو NPS (بالروسية: Белоярская атомная электростанция им. И. В. Курчатова)‏ كانت ثالث محطات الطاقة النووية في الاتحاد السوفيتي. يقع بالقرب من زاريتشني في سفيردلوفسك أوبلاست، روسيا. تم إنشاء بلدية زاريتشني لخدمة المحطة، والتي سميت على اسم منطقة بيلويارسكي. أقرب مدينة هي يكاترينبورغ.

## مفاعلات مبكرة

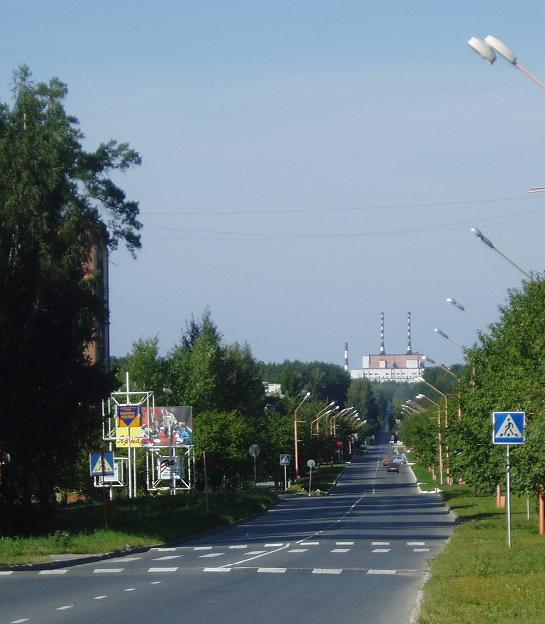
الوحدتان 1 و 2

تم بناء مفاعلين سابقين في بيلويارسك: مفاعل AMB-100 (كان قيد التشغيل في الفترة ما بين 1964-1983) ومفاعل AMB-200 (كان قيد التشغيل في الفترة ما بين 1967-1989).
كلاهما كانا مفاعلات ماء فوق الحرجة. استخدمت الوحدة الأولى 67 طناً من اليورانيوم المخصب بنسبة 1.8٪، في حين استخدمت الوحدة الثانية 50 طناً من اليورانيوم المخصب بنسبة 3.0٪. كان للوحدة الأولى دورة بخار غير مباشرة، بينما كانت للثانية دورة مباشرة.
على الرغم من أنها كانت مماثلة في القوة لمحطة شيبينقبورت للطاقة الذرية، إلا أن المخططين السوفييت اعتبروا مفاعلات بيلويارسك نماذج أولية. كانت الحداثة الرئيسية لديهم هي استخدام البخار شديد السخونة الذي يمر عبر توربين قياسي فيؤدي إلى كفاءة أفضل مقارنة بمحطة أوبينسك النووية التجريبية السابقة. أنتجت أول وحدة بيلويارسك حوالي 285 ميغاواط منها حوالي 100 ميغاواط تم تحويلها إلى كهرباء. كانت الوحدة الثانية، التي تستخدم توربينين، ذات كفاءة تحويل مماثلة تبلغ حوالي 36٪.

## المفاعلات اللاحقة

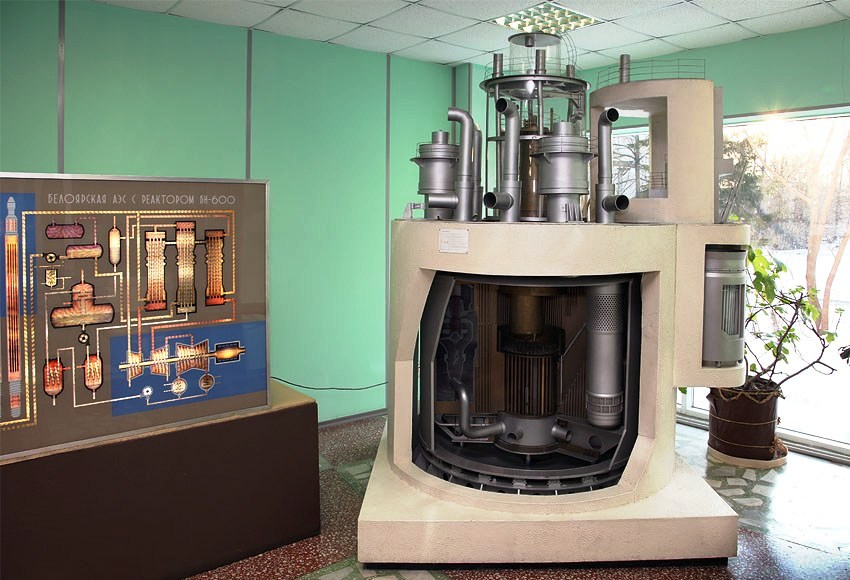
نموذج لمفاعل BN-600

يوجد مفاعلان قيد التشغيل الآن: مفاعل مولد سريع BN-600، يولد إجمالي 600 ميغاواط، ومفاعل مولّد سريع BN-800، يولّد 885 ميغاواط. يعتبر BN-800 أكبر مفاعل طاقة نيوتروني سريع في الخدمة في العالم. هناك ثلاثة توربينات متصلة بالمفاعل BN-600. يبلغ طول قلب المفاعل 1.03 متر (41 بوصة) بينما يبلغ طوله 2.05 متر (81 بوصة). لديه 369 مجموعة وقود، كل منها يتكون من 127 قضيب وقود بتخصيب 17-26٪ 235 وحدة. وبالمقارنة، فإن التخصيب النموذجي في المفاعلات الروسية الأخرى يتراوح بين 3-4٪ 235 وحدة. تستخدم مفاعلات BN-600 الصوديوم السائل كمبرد. تفتقر المحطة إلى مبنى احتواء.

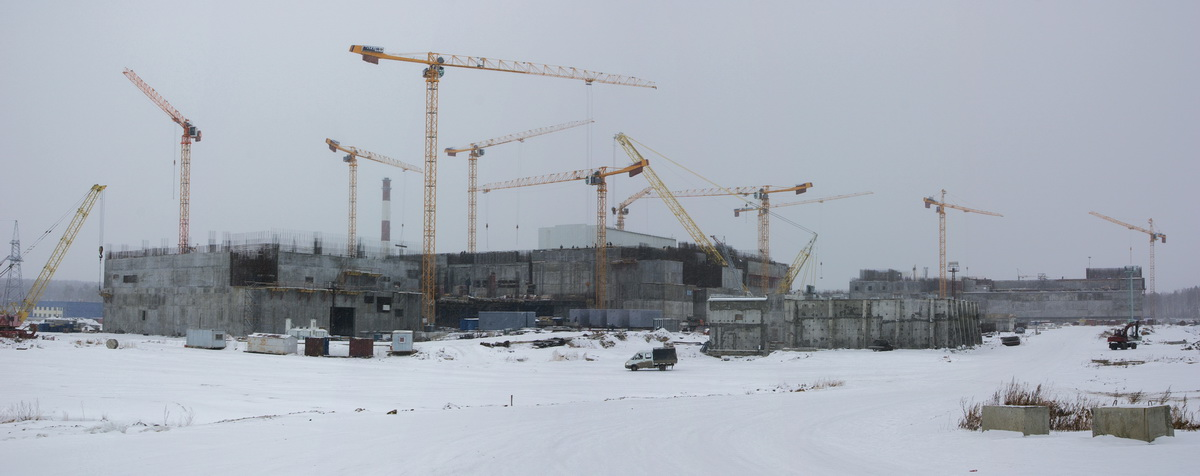
بناء المفاعل BN-800

بدأ بناء المفاعل BN-800 في عام 1987. أوقفت الاحتجاجات التقدم في عام 1988، ولكن استؤنف العمل في عام 1992 بأمر من الرئيس بوريس يلتسن. أدت الصعوبات المالية إلى تقدم بطيء. قدرت تكاليف البناء بنحو 1 تريليون روبل وكان من المتوقع الانتهاء من المفاعل الجديد في 2012-2015. كان من المقرر في الأصل إخراج BN-600 من الخدمة في عام 2010 ولكن تم تمديد عمرها لتغطية الفجوة؛ وما زالت تعمل منذ 1980.
في 27 يونيو 2014، بدأ الانشطار النووي الخاضع للرقابة في مفاعل التوليد السريع BN-800. يساعد أحدث مفاعل على إغلاق دورة الوقود النووي وتحقيق دورة وقود بدون أو بكمية أقل من النفايات النووية. كانت روسيا في ذلك الوقت الدولة الوحيدة التي تشغل مفاعلات نيوترونية سريعة لإنتاج الطاقة. ومع ذلك، فإن المشكلات التي تم اكتشافها أثناء التشغيل منخفض الطاقة تتطلب المزيد من أعمال تطوير الوقود. في 31 يوليو 2015، حققت الوحدة مرة أخرى الحد الأدنى من الطاقة الخاضعة للرقابة، بنسبة 0.13٪ من الطاقة المقدرة. من المتوقع أن تبدأ العمليات التجارية قبل نهاية عام 2016، بمعدل قوة يبلغ 789 ميغاواط. في ديسمبر 2015، تم ربط الوحدة 4 بالشبكة الوطنية.
| وحدة | نوع     | الإنتاج (ميغاواط) | بداية المشروع | الحالة الحرجة الأولى | أُغلق       |
| ---- | ------- | ----------------- | ------------- | -------------------- | ---------- |
| 1    | AMB-100 | 108               | 1958-06-01    | 1964-04-26           | 1983-01-01 |
| 2    | AMB-200 | 160               | 1962-01-01    | 1967-12-29           | 1990-01-01 |
| 3    | BN-600  | 600               | 1969-01-01    | 1980-04-08           |            |
| 4    | BN-800  | 885               | 1987          | 2014/06/27           |            |
| 5    | BN-1200 | 1،220             | 2025          | 2030 تقدير.          |            |

## روابط خارجية
- Beloyarsk NPP ، برنامج INSP
- Beloyarskaya NPP ، الموقع الرسمي
- Beloyarskaya NPP ، معلومات الشركة المصنعة